# Lenore Blum
Lenore Carol Blum (nacida Epstein, Nueva York, 18 de diciembre de 1942) es una  profesora estadounidense de Ciencias de las Matemáticas y Computación en la Universidad de Carnegie Mellon.

## Primeros años y educación
Nació y transcurrió su infancia en la Ciudad de Nueva York (y parcialmente en Venezuela), en una familia de origen judío. Su madre era una maestra de ciencias en una escuela de Nueva York. 
Después de su graduación, estudió arquitectura en la universidad de Universidad Carnegie Mellon de 1959 a 1961. Luego comenzó una nueva carrera en la Universidad Simmons (Boston), para estudiar matemática, graduándose en 1963.
Recibió su doctorado en matemáticas del Instituto de Tecnología de Massachusetts en el año 1968. Su tesis fue Estructuras de Álgebra Generalizada. A continuación, pasó a la Universidad de California en Berkeley como becario postdoctoral y profesor de matemáticas.

## Carrera

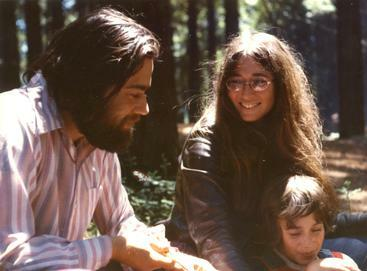
Leonore Blum durante su estancia en la universidad.

En 1973 ingresó a la facultad de Mills College, donde en 1974 integró el Departamento de Matemáticas y Ciencias de la Computación (como director y codirector por 13 años). En 1979 se le otorgó la primera Cátedra Letts-Villard.
En 1983 Blum ganó el premio Career de la Fundación de Ciencia Nacional para trabajar con Michael Shub en el Centro de Licenciados CUNY. Trabajaron en generadores de números aleatorios y funciones racionales (véase el artículo Blum Blum Shub).   En 1987 trabajó para IBM y en 1989 publicaron sus trabajos con Michael Shub y Stephen Smale. En 1990 ingresó al Congreso Internacional de Matemáticos, donde presentó su teoría de complejidad computacional y computación real.
En 1992 Blum fue designada como directora (adjunta) del Instituto de Investigación de las Ciencias Matemáticas (MSRI). Después de visitar la Universidad de la Ciudad de Hong Kong durante un año, fue nombrada en su actual posición, en Carnegie Mellon (desde 1999). En el año 2002 fue candidata al premio de las ciencias Noether Lecturer. En 2012 fue incluida como miembro de la Sociedad Matemática Americana.

## Vida personal
Lenore Blum está casada con Manuel Blum y es la madre de Avrim Blum. Los tres son profesores de Ciencias de la Computación en Carnegie Mellon. Lenore tiene una hermana, Harriet Epstein.

## Trabajos
- L. Blum, "A Brief History of the Association for Women in Mathematics: The Presidents' Perspectives", from AMS Notices, Vol. 38, No. 7, 1991, pp. 738–774.
- L. Blum, M. Blum and M. Shub, “A Simple Secure Pseudo-Random Number Generator,” SIAM Journal of Computing, Vol. 15, No. 2, 364-383, 1986.
- L. Blum, “A New Simple Homotopy Algorithm for Linear Programming I,” Journal of Complexity, Vol.4, No.2, 124-136, 1988.
- L. Blum, M. Shub, S. Smale, “On a Theory of Computation Over the Real Numbers; NP Completeness, Recursive Functions and Universal Machines,” FOCS; 88; Bulletin of the AMS, Vol. 21, No.1, 1-46, 1989.
- L. Blum, F. Cucker, M. Shub and S. Smale, Complexity and Real Computation, Springer-Verlag, 1998.
- L. Blum, “Computing over the Reals, Where Turing Meets Newton”, Notices of the AMS, 2004.